# Mokka
Mokka (arapski: المخا) je lučki grad na obalama Crvenog more u jugo zapadnom Jemenu. Sve do sredine 19. st. Mokka je bila glavna izvozna luka jemenskog glavnog grada Sane, tad su se razvile luke u Adenu i Al Hudaidi, i značaj Mokke je opao.
Mokka je poznata po tome što je bila glavno središte za kupovinu kave od 15. st. pa sve do 17. st. Čak i nakon što su kasnije otkriveni i drugi izvori kave, zrnca Mokka kave (koja se nazivaju i  Sanani ili Mokka Sanani, od imena grada Sane odakle im je porijeklo) i dalje su ostala na visokoj cijeni zbog njihova čokolodna okusa. Kava Mokka je na cijeni još i danas. 
Prema isusovcu i putniku Jeronimu Lobu, koji je plovio po Crvenom moru 1625., Luka Mokka "bila je na lošem glasu u povijesti što se tiče trgovine i svega ostalog", no kad je Osmansko carstvo preuzelo vlast nad cijelim Arapskim poluotokom, uzdiglo je Mokku se u centar svoje vlasti. Iako je sjedište osmanskog paše bilo udaljeno dva dana hoda u unutrašnjosti u gradu Sani. Lobo dodaje da su po tadašnjim Osmanskim zakonima svi brodovi kod ulaska u Crveno more morali pristati u Mokku i platiti carinu za teret koji prevoze .
Danas je Mokka potpuno izgubila značaj i više nije mjesto za trgovinu, gospodarstvo se temelji na ribarstvu i nešto malo turizma. Mokka je čak djelomično premještena 3 km zapadno duž obale Crvenog mora zbog izgradnje nekoliko obalnih autocesta.